# Нуменорцы
Нуменорцы (англ. Númenóreans) — один из народов, населяющих Средиземье и остров Нуменор (во Вторую Эпоху) в произведениях Дж. Р. Р. Толкина.

## Происхождение
Возникли в начале Второй Эпохи из остатков племён эдайн Белерианда, переселившихся на остров Нуменор (начиная с 32 года).
После гибели Острова, в конце Второй Эпохи (в 3319 г.) остатки этого народа продолжали именоваться нуменорцами, иногда добавляя «нуменорцы в изгнании». Дунэдайн Арнора и Гондора — их прямые потомки.

## История
После основания королевства Нуменор его жители долго жили в мире. Впоследствии начали изучать берега Средиземья и основали там постоянные поселения. В 1695—1701 участвовали в Эрегионской войне, где они, придя на помощь эльфам в двух сражениях наголову разбили войска Саурона и изгнали его с Запада Средиземья, что вызвало ненависть Саурона к ним.
С 1800 года нуменорцами постепенно овладевает тоска по бессмертию. Они делятся на Верных (меньшинство), которое верно дружбе с Валар и эльфами и Людей Короля (большинство), которые постепенно отказываются от этой дружбы.
Нуменорцы заселяют берега Средиземья и превращаются из благодетелей в тиранов, подчиняя и грабя народы Средиземья. Верные, чьи поселения были на Северо-Западе, не участвовали в этом.
В 3261 происходит новая война между нуменорским королём Ар-Фаразоном и Сауроном за титул Короля Людей. Силы нуменорцев, высадившихся в Умбаре, были так велики, что Саурон сдался без единого сражения и был увезён заложником в Нуменор. Благодаря уму и хитрости Саурон вскоре приобрёл значительную власть в Нуменоре и подтолкнул Короля к решению воевать с Валар за обретение бессмертия. Это привело к гибели Нуменора. Считается, что спаслись лишь остатки Верных во главе с Элендилом на девяти кораблях. В действительности спаслись также нуменорцы, переселившиеся ранее в Средиземье, причём не только Верные, но и так называемые чёрные нуменорцы, впоследствии положившие начало народу пиратов Умбара.
Остатки нуменорцев продолжали жить в Средиземье, постепенно утрачивая долголетие и знания. Верные возглавлялись королями рода Элендила и его сыновей — Исилдура и Анариона. Остатки Людей Короля ослабели в междоусобицах или смешавшись с местными людьми.
К угасанию в большой степени привела распространённая среди нуменорцев тенденция поздно жениться и иметь мало детей. Хотя отдалённые их потомки, в чьих жилах текла нуменорская кровь (дунэдайн Средиземья — гондорцы и арнорцы), продолжали значительно отличаться от прочих народов силой, здоровьем и знаниями, продолжительность жизни большинства из них, в особенности сильно смешавшихся с соседствующими младшими народами гондорцев, не являвшихся членами аристократических родов, редко превышала 100-летний рубеж,пагубно сказались попытки замкнуться и размежеваться с прочими эдайн и забвение многих нуменорских знаний,что походило на ситуацию в Нуменоре когда борьба за чистоту крови и продление жизни приводили к сокращению и хирению нуменорцев. Кроме того пагубно сказались потери от Войны Последнего Союза, Войны Родичей в Гондоре и Ангмарских войн и периодические конфликты Гондора с Харадом,Руном и Мордором. В меньшей степени угасание коснулось потомков дунэдайн княжества Арнор, ставших Следопытами Севера и населявших Артэдайн (в основном это были потомки артэдайнской и возможно остатков кардоланской военной аристократии; потомки же нуменорцев и местных эдайн, составлявшие основу населения Артэдайна и Кардолана, в основном или постепенно слились с другими жителями Эриадора, как в Артэдайне, или были истреблены почти поголовно, как в Кардолане, за исключением, возможно, Тарбада, в Рудауре же нуменорцев и союзных им эдайн было мало,преобладали ненавидившие их и родственные дунлендингам холмовики а после присоединения Рудаура к Ангмару дунэдайн Рудаура были уничтожены или бежали в Артэдайн).

## Характеристики
Средний рост мужчины был примерно 213,5 см., а когда дунэдайн измельчали, рост среднего мужчины стал примерно 193 см.
Средняя продолжительность жизни нуменорцев втрое превышала продолжительность жизни прочих людей (представители благородных домов жили ещё дольше), при этом нуменорцы сохраняли физические и духовные силы до самой глубокой старости, не страдая, подобно эльфам, от людских болезней. В частности, первый король Нуменора, Элрос (король Тар-Миньятур), прожил 500 лет, а правил 410. Исилдур погиб на 244-м году жизни, пережив своего отца (также убитого) всего на два года. 
Большинство жителей Острова были светловолосы, так как происходили из племени Хадора, но населяющие западную его часть — были темноволосы и сероглазы, поскольку вели происхождение от народа Беора. Их потомки впоследствии населяли земли Северо-Запада Средиземья; поэтому дунэдайн Арнора и Гондора, включая Арагорна, а также потомки нуменорцев Боромир и Фарамир были темноволосы и сероглазы.

## Другие названия
- Люди Запада (буквальный перевод)
- Короли людей